# Чемпионат мира по бегу по шоссе среди женщин 1985
Чемпионат мира по бегу по шоссе среди женщин 1985 года прошёл 3 ноября в Гейтсхеде (Великобритания). На старт вышли 67 спортсменок из 23 стран мира. Были разыграны два комплекта медалей — на дистанции 15 км в личном и командном зачёте.

## Итоги соревнований
На третий год проведения турнира международная федерация приняла решение увеличить соревновательную дистанцию с 10 до 15 км. Трасса представляла собой 5-километровый круг, проложенный по улицам Гейтсхеда.
Чемпионское звание защитила Аурора Кунья из Португалии. Решающий отрыв ей удалось сделать за километр до финиша, когда она смогла убежать от американки Джуди Сент-Хилер, единственной оставшейся соперницы. Сент-Хилер закончила дистанцию на втором месте спустя восемь секунд после победительницы. Бронзу в личном первенстве и золото в командном второй год подряд завоевала британка Кэрол Брэдфорд.
Каждая страна могла выставить до четырёх спортсменок. Сильнейшие сборные в командном первенстве определялись по сумме мест трёх лучших участниц.

## Призёры
Курсивом выделены участницы, чей результат не пошёл в зачёт команды
| Дисциплина      | Золото                                                                   | Золото   | Серебро                                                                     | Серебро  | Бронза                                                              | Бронза   |
| --------------- | ------------------------------------------------------------------------ | -------- | --------------------------------------------------------------------------- | -------- | ------------------------------------------------------------------- | -------- |
| 15 км           | Аурора Кунья Португалия                                                  | 49.17    | Джуди Сент-Хилер США                                                        | 49.25    | Кэрол Брэдфорд Великобритания                                       | 49.59    |
| 15 км (команды) | Великобритания · Кэрол Брэдфорд · Пола Фудж · Венди Слай · Джилл Ротвелл | 19 очков | СССР · Людмила Матвеева · Мария Василюк · Елена Сипатова · Татьяна Соколова | 20 очков | США · Джуди Сент-Хилер · Нэнси Диц · Кэрол Маклатчи · Сюзан Шнайдер | 36 очков |